# Helmuth Johann Ludwig von Moltke
Helmuth Johann Ludwig von Moltke, noto anche come von Moltke il giovane (Gersdorf, 25 maggio 1848 – Berlino, 18 giugno 1916), è stato un generale tedesco.
Era nipote del feldmaresciallo Helmuth Karl Bernhard von Moltke ed ha servito come capo dello Stato maggiore tedesco dal 1906 al 1914. Il suo ruolo nello sviluppo dei piani strategici tedeschi e nello scoppio della prima guerra mondiale è estremamente controverso.

## Biografia
Nacque nel Meclemburgo-Schwerin e fu chiamato come lo zio, Helmuth Karl Bernhard von Moltke, feldmaresciallo ed eroe dell'unificazione tedesca. Durante la guerra franco-prussiana servì nel 7º Reggimento Granatieri, ed ebbe una citazione per ardimento. Frequentò la scuola di guerra fra il 1875 e il 1878 e fu assegnato allo Stato Maggiore nel 1880. Nel 1882 divenne attendente personale dello zio, all'epoca capo di Stato Maggiore. Nel 1891, alla morte dello zio, divenne aiutante di campo di Guglielmo II, entrando dunque a far parte della cerchia più vicina all'imperatore.
Alla fine degli anni novanta fu al comando di una brigata e poi di una divisione, ricevendo infine la nomina a tenente generale nel 1902. Nel 1904 divenne intendente generale, a tutti gli effetti vice capo di Stato Maggiore. Nel 1906 divenne capo di stato maggiore al momento del collocamento a riposo di Alfred von Schlieffen. La nomina fu a quel tempo oggetto di controversie, e tale rimane tuttora. Gli altri possibili candidati al ruolo erano Hans von Beseler, Karl von Bülow e Colmar von der Goltz. I critici sostengono che Moltke ebbe la nomina in virtù del nome e delle sue relazioni con il Kaiser; di certo era molto più vicino all'imperatore rispetto agli altri candidati. Gli storici affermano tuttavia che Beseler era troppo vicino a Schlieffen per succedergli, mentre Bülow e Goltz erano troppo indipendenti perché Guglielmo li accettasse di buon grado. Di certo l'amicizia di Moltke con il Kaiser gli consentiva una confidenza di cui gli altri non avrebbero goduto.
In quanto capo di Stato Maggiore, Moltke fu responsabile dello sviluppo ed esecuzione dei piani strategici dell'esercito tedesco. Esiste un certo dibattito sulla natura dei suoi piani: i critici provenienti dalla cosiddetta scuola Schlieffen sostengono che Moltke prese il piano stilato dal suo predecessore (il Piano Schlieffen), lo modificò senza comprenderlo a pieno, e fallì nella sua esecuzione, vanificando così lo sforzo tedesco.

### Il Piano Schlieffen
Durante la campagna della Marna del 1914 la salute di Moltke si deteriorò e fu sostituito da Erich von Falkenhayn. È materia di dibattito se il fallimento della campagna sia da attribuire a Moltke. Alcuni storici sostengono in questo senso che il fallimento della 1ª Armata di von Kluck nel tenere la posizione contigua alla 2ª Armata di von Bülow, creando con ciò una breccia che fu sfruttata dai francesi, fu una causa più immediata che non gli errori di pianificazione da parte di Moltke.
La scuola Schlieffen è in disaccordo con questo punto di vista, e afferma che Moltke perse il controllo delle armate d'invasione durante il mese di agosto, non essendo perciò più in grado di reagire quando si arrivò alla prima battaglia della Marna in settembre. Entrambe le considerazioni contengono un fondo di verità: di certo, sebbene Moltke perse il contatto diretto con i suoi comandanti sul campo, è pur vero che la dottrina operativa tedesca ha da sempre enfatizzato il ruolo degli ufficiali subordinati, molto più che negli altri eserciti.
La salute di Moltke continuò a peggiorare fino alla morte, avvenuta a Berlino il 18 giugno 1916.